# Gefyrofobia
Gefyrofobia (gr. γέφυρα most) jest to fobia związana ze strachem przed mostami. Z powodu strachu oraz paniki wywołanej strachem przed mostami, chorzy na gefyrofobię starają się unikać dróg, które mogą prowadzić przez mosty.
Osoby z gefyrofobią podczas przejazdu przez most mają podobne objawy jak chorzy na lęk wysokości.